# Burg Sandel
Die Burg Sandel, auch Sandeler Burg genannt, war ein befestigter Gebäudekomplex in dem heute als Sandelerburg bezeichneten Wohnplatz. Die abgegangene Wasserburg befindet sich im Stadtteil Cleverns der niedersächsischen Kreisstadt Jever. Das ehemalige Burggelände liegt an der Landesstraße 813.

## Geschichte und Anlage
Die Burg wurde um 1450 von dem jeverländischen Häuptling Tanno Duren (auch Tammo Duren geschrieben) errichtet. Sie hatte die Aufgabe, die Friesische Heerstraße, die hier östlich der Landesstraße verlief, zu schützen und gleichzeitig feindliche Angriffe auf das südliche Jeverland abzuwehren. Um 1603 soll sie einem Angriff ostfriesischer Truppen zum Opfer gefallen sein. Sie wurde anschließend nicht wieder aufgebaut.
Der ehemalige Standort ist bekannt. Er befand sich an der bereits erwähnten Landesstraße, 500 Meter vor dem Ort Sandelermöns. Die ehemalige Hauptburg lag ca. 50 Meter hinter dem heutigen Pferdehof Sandelerburg auf einem noch immer sichtbaren Hügel. Die Fläche kann nur als Weide genutzt werden, da sich auf dem Grundstück Reste des alten Mauerwerks befinden, darunter zerbrochene Dachpfannen, Ziegel- und Feldsteine. Die Burg war rechteckig angelegt und grenzte im Westen an das Borgdeep. Die Vorburg stand südlich der Burganlage und war durch einen teilweise heute noch sichtbaren Graben getrennt. Die Grundfläche, auf der heute ein Wohnhaus steht, lässt sich nur noch erahnen. Nähere archäologische Untersuchungen auf dem Gelände der Sandeler Burg sind seit 2014 ins Auge gefasst.